# Фактотум (фільм)
«Фактотум» — кіноекранізація норвезького режисера Бента Хамера однойменного роману Чарлза Буковскі. Світова прем'єра стрічки відбулась на кінофестивалі «Косморама», який проходить у Тронгеймі.

## Сюжет
Генрі, який намагається бути письменником, між тим часто змінює місце роботи та бореться з алкогольною залежністю. Одного разу він знайомиться в барі з Джен, яка також страждає від алкоголізму. Вони починають жити разом. І все складалось непогано до інциденту на перегонах, після якого Генрі розходиться з Джен.
Новою подругою Генрі ненадовго стає Лора. Вона допомагала купувати випивку за допомогою заможного П'єра. Вільний час вони проводили у нього на яхті. Після нещасного випадку на судні Генрі тимчасово повертається до Джен і влаштовується на роботу, але швидко втрачає місце через пристрасть до випивки. Вони розходяться, бо розуміють, що непотрібні один одному. Джен зустрічає багатого чоловіка. Генрі ж вирішує, що бути на самоті з випивкою та писати щось — найкраще, що може бути для нього.

## У ролях
| Актор         | Роль         |
| ------------- | ------------ |
| Метт Діллон   | Хенк Чинаскі |
| Лілі Тейлор   | Джен         |
| Маріса Томей  | Лора         |
| Фішер Стівенс | Манні        |
| Дідьє Фламан  | П'єр         |
| Едрієн Шеллі  | Шеррі        |
| Карен Янг     | Грейс        |
| Тоні Лайонс   | Тоні         |

## Створення фільму

### Виробництво
Зйомки фільму проходили в Міннесоті, США.

### Знімальна група
- Кінорежисер — Бент Хамер
- Сценаристи — Бент Хамер, Джим Старк
- Кінопродюсери — Бент Хамер, Джим Старк
- Композитор — Крістін Асбйорнсен
- Кінооператор — Джон Розенлунд
- Кіномонтаж — Поль Генгенбах
- Художник-постановник — Ів Колі
- Художник з костюмів — Тер Дункан
- Художники-декоратори — Сара Кручовскі, Кейт Шилі[3].

## Сприйняття

### Критика
Фільм отримав переважно схвальні відгуки. На сайті Rotten Tomatoes оцінка стрічки становить 76 % на основі 117 відгуків від критиків (середня оцінка 6,8/10) і 62 % від глядачів із середньою оцінкою 3,2/5 (19 649 голосів). Фільму зарахований «свіжий помідор» від кінокритиків та «попкорн» від глядачів, Internet Movie Database — 6,6/10 (12 731 голос), Metacritic — 71/100 (25 відгуків від критиків) і 6,6/10 (26 відгуки від глядачів).

### Номінації та нагороди
| Нагороди та номінації фільму «Фактотум» | Нагороди та номінації фільму «Фактотум» | Нагороди та номінації фільму «Фактотум»             | Нагороди та номінації фільму «Фактотум» | Нагороди та номінації фільму «Фактотум» | Нагороди та номінації фільму «Фактотум» |
| Рік                                     | Кінофестиваль/кінопремія                | Категорія/нагорода                                  | Номінант                                | Результат                               |                                         |
| --------------------------------------- | --------------------------------------- | --------------------------------------------------- | --------------------------------------- | --------------------------------------- | --------------------------------------- |
| 2005                                    | «Аманда»                                | Найкраща режисерська робота                         | Бент Хамер                              | Номінація                               |                                         |
| 2005                                    | Каннський кінофестиваль                 | Нагорода Міжнародної конфедерації арт-хаусного кіно | Бент Хамер                              | Номінація                               |                                         |
| 2005                                    | Міжнародний кінофестиваль у Вальядоліді | «Золотий колос»                                     | Бент Хамер                              | Номінація                               |                                         |
| 2005                                    | Міжнародний кінофестиваль у Копенгагені | Найкращий режисер                                   | Бент Хамер                              | Перемога                                |                                         |
| 2005                                    | Міжнародний кінофестиваль у Копенгагені | Найкраща акторка                                    | Лілі Тейлор                             | Перемога                                |                                         |
| 2006                                    | «Косморама»                             | Найкраща музика                                     | Крістін Асбйорнсен                      | Перемога                                |                                         |
| 2006                                    | Спілка кінокритиків Сан-Дієго           | Найкраща акторка другого плану                      | Лілі Тейлор                             | Перемога                                |                                         |
| 2006                                    | Спілка кінокритиків Сент-Луїса          | Найкраща акторка другого плану                      | Лілі Тейлор                             | Номінація                               |                                         |